# Subatlantisk tid
Subatlantisk tid fra ca. 500 f.Kr. til nu, er den periode vi lever i nu. Omkring år 500 f.Kr. faldt temperaturen til noget der ligner nutidens temperaturer. Temperaturen steg igen under den middelalderlige varmeperiode (10. til 14. århundrede), men efter nogle hundrede år faldt den igen under den lille istid (til 1800-tallet) og har efterfølgende svinget omkring de temperaturer vi kender i dag. Disse klimaudsving er ikke globale og skyldes sandsynligvis fluktuationer i Golfstrømmen. I denne periode blev bøgen dominerende, og perioden kaldes derfor også for bøgetid.
- Landet lignede det vi kender i dag – vandstanden i havene fluktuerede noget, men ikke voldsomt
- Dyrelivet lignede også det vi kender i dag – dog var det i denne periode at ulv og vildsvin forsvandt fra Danmark
- Vegetationen lignede også det vi kender i dag – dog svandt skovarealet i næsten hele perioden til det var nede på 5% i midten af 1800-tallet

Selvom klimaet i denne som i forgående perioder var definerende for hvilke dyr og planter der kunne trives i Danmark, så var menneskets indflydelse markant. Via landbrug og skovbrug blev plante- og dyrelivet underlagt menneskets behov – et sådant landskab kaldes også kultursteppe.
- Bøgeskov i Danmark
- Rekonstrueret jernalderhus
- Bindingsværkshuse
- Moderne landbrug